# Härkäniemenkarit
Härkäniemenkarit är en ö i Finland.   Den ligger i kommunen Pyhäranta i den ekonomiska regionen Nystadsregionen och landskapet Egentliga Finland, i den sydvästra delen av landet, 210 km väster om huvudstaden Helsingfors.